# العرقسوس الصوفي
العرقسوس الصوفي (الاسم العلمي:Valeriana eriocarpa) هي نوع من أنواع النباتات النباتات المزهرة تتبع فصيلة خمانية،. وهو موطن سنوي لغرب وجنوب أوروبا، وشمال غرب تركيا، وشمال أفريقيا.
مرادف (تصنيف) 
- فيديا إريوكاربا (ديسف.) روم. وشولت. (1817)
- فاليريانيلا إريوكاربا ديسف. (1809)